# Ліверпуль (Техас)
Ліверпуль (англ. Liverpool) — місто (англ. city) в США, в окрузі Бразорія штату Техас. Населення — 475 осіб (2020).

## Географія
Ліверпуль розташований за координатами 29°17′42″ пн. ш. 95°16′39″ зх. д. / 29.29500° пн. ш. 95.27750° зх. д. (29.295121, -95.277489).  За даними Бюро перепису населення США в 2010 році місто мало площу 2,76 км², уся площа — суходіл.

## Демографія
Згідно з переписом 2010 року, у місті мешкали 482 особи в 186 домогосподарствах у складі 122 родин. Густота населення становила 174 особи/км².  Було 220 помешкань (80/км²).
Расовий склад населення:
| - 87,3 % — білих - 1,0 % — чорних або афроамериканців - 0,4 % — корінних американців - 10,2 % — осіб інших рас |

До двох чи більше рас належало 1,0 %. Частка іспаномовних становила 17,4 % від усіх жителів.
За віковим діапазоном населення розподілялося таким чином: 22,8 % — особи молодші 18 років, 66,8 % — особи у віці 18—64 років, 10,4 % — особи у віці 65 років та старші. Медіана віку мешканця становила 39,8 року. На 100 осіб жіночої статі у місті припадало 94,4 чоловіків;  на 100 жінок у віці від 18 років та старших — 92,7 чоловіків також старших 18 років.
Середній дохід на одне домашнє господарство  становив 52 051 долар США (медіана — 38 295), а середній дохід на одну сім'ю — 58 476 доларів (медіана — 51 250). За межею бідності перебувало 9,1 % осіб, у тому числі 13,6 % дітей у віці до 18 років та 1,5 % осіб у віці 65 років та старших.
Цивільне працевлаштоване населення становило 148 осіб. Основні галузі зайнятості: науковці, спеціалісти, менеджери — 16,9 %, виробництво — 16,9 %, освіта, охорона здоров'я та соціальна допомога — 16,2 %.